# هرمان گیسلر

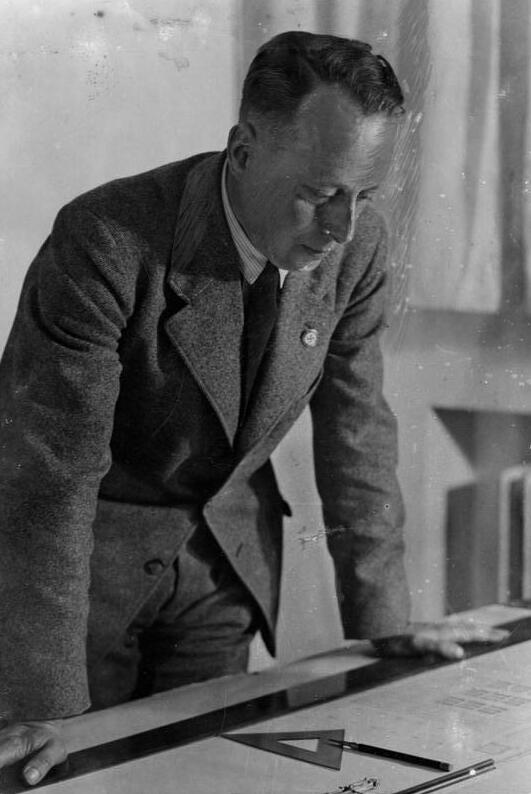
۱۹۳۸

هرمان گیسلر (آوریل ۱۸۹۸، زیگن - ژانویه ۱۹۸۷، دوسلدورف) معمار آلمانی دوره ناسیونال سوسیالیسم و یکی از دو معمار محبوب آدولف هیتلر بود. (دیگری آلبرت اشپر بود)
گیسلر پس از جنگ توسط آمریکایی‌ها دستگیر شد و در ۱۹۴۸ به ۲۵ سال زندان محکوم شد ولی در ۱۹۵۲ آزاد شد.